# La Clota

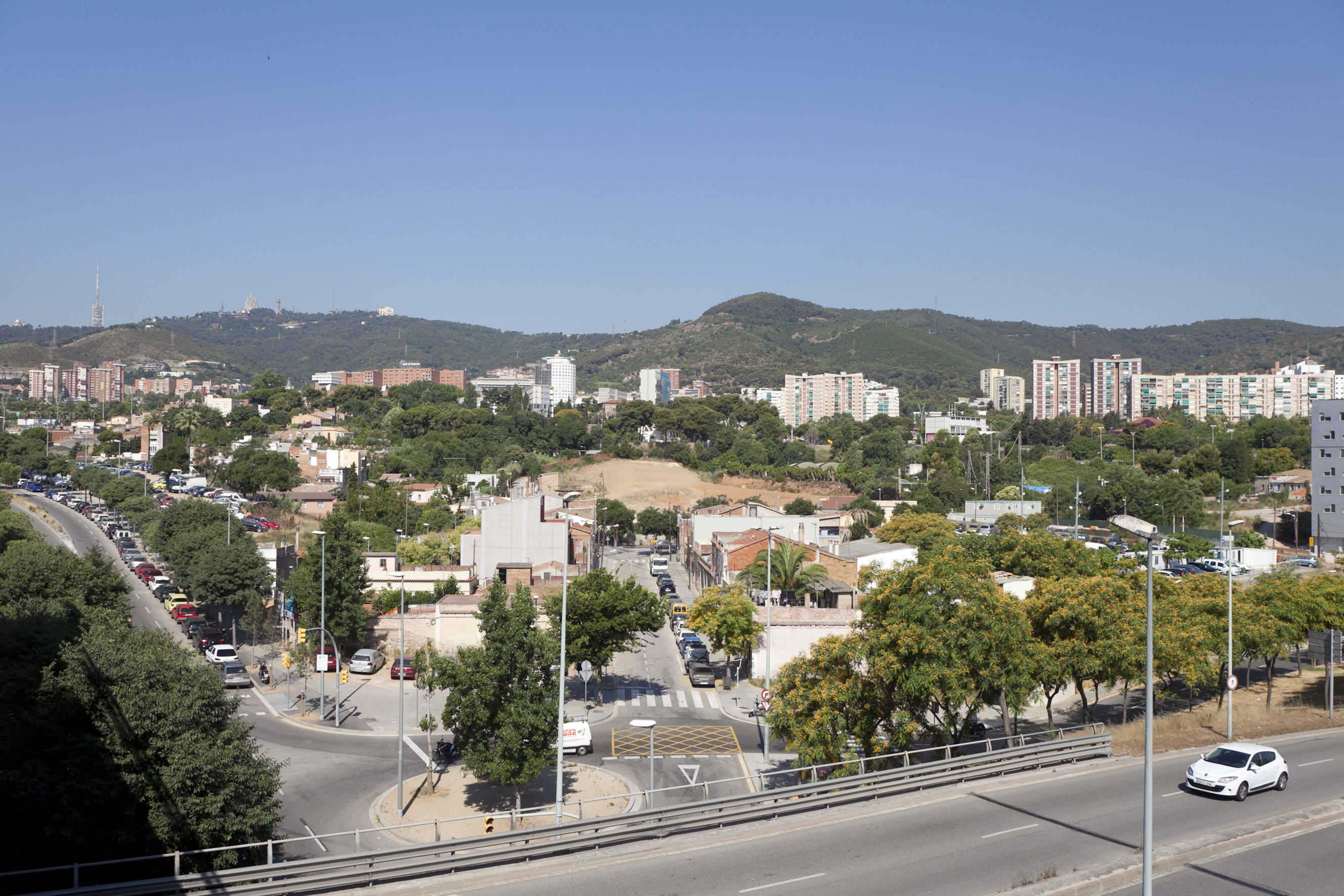
La Clota. Vista des del mirador de la Rambla del Carmel.

La Clota és un barri del districte d'Horta-Guinardó de la ciutat de Barcelona. Està situat en una depressió entre el Carmel i el passeig de la Vall d'Hebron, al sud-oest d'Horta, concretament entre el carrer de Lisboa, l'Avinguda del Cardenal Vidal i Barraquer i l'Avinguda de l'Estatut de Catalunya.
Es tracta d'un dels nuclis de població més antics del districte. Des del petit espai primigeni al voltant de Can Tarrida, un antic mas del segle xiii avui desaparegut, es va anar estenent per tot el pla dels Ametllers, una zona de gran fertilitat pel conreus. Fou durant molts anys una barriada popular de torretes, masies i horts, un llogarret rural proper a la ciutat que servia sovint com a zona d'estiueig pels aristòcrates barcelonins. La història de la Clota antiga ha estat recollida al llibre "Història de la Clota. Dels orígens d'un veïnat a la formació d'un barri de Barcelona", d'Oriol González, l'obra més important feta al respecte.

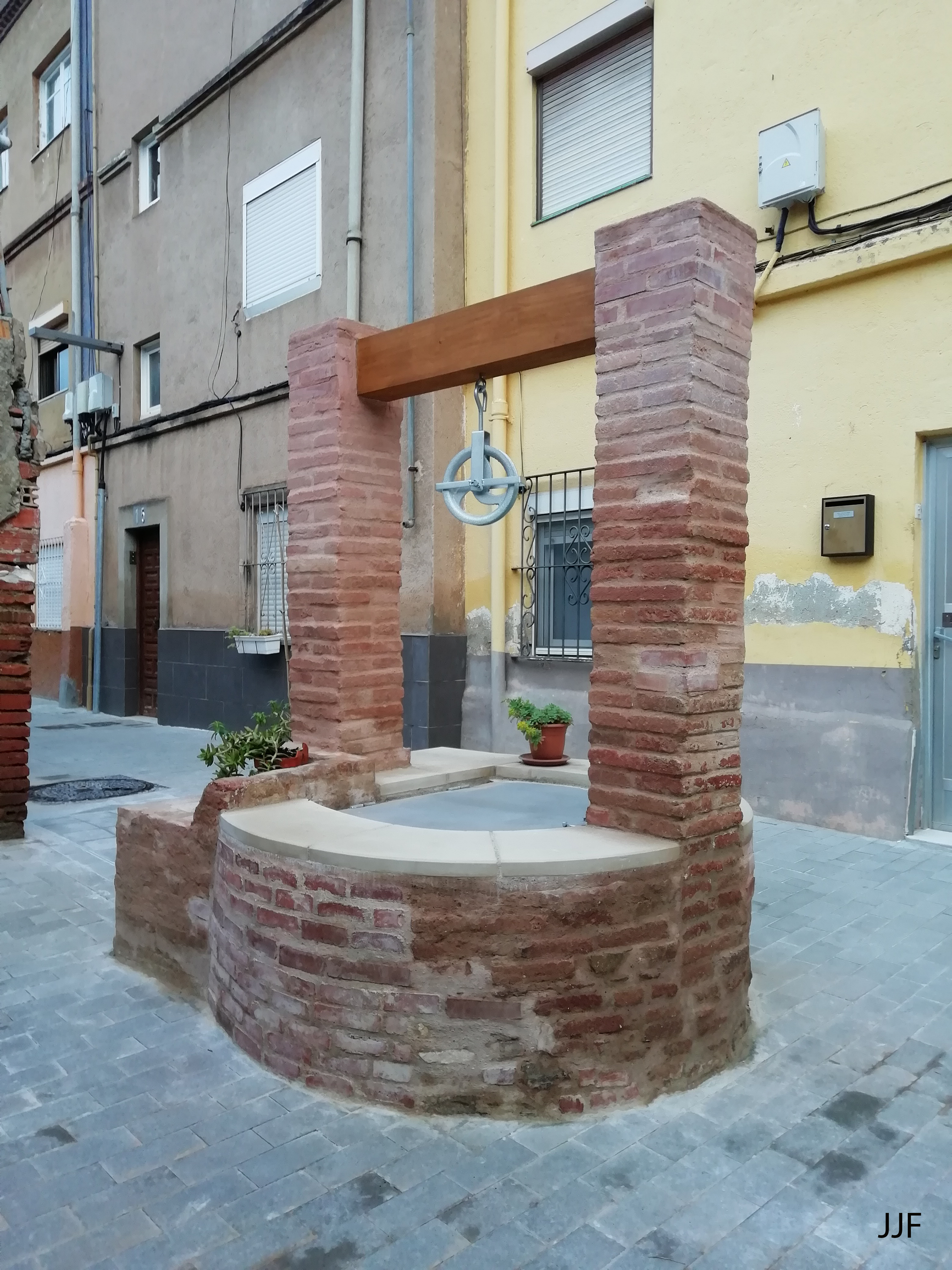
Pou del carrer de Bragança

Hi confluïen les rieras d'Horta, d'en Marcel·lí, els torrents de Sant Genís i de la Clota. Això possibilità el desenvolupament d'un gran nombre i varietat d'instal·lacions hidràuliques, com ara pous i séquies, que van ser l'origen de la fama d'Horta com a reserva d'aigua de Barcelona i que van afavorir el desenvolupament de la indústria bugadera amb les bugaderes clotenques, conegudes a tot Barcelona. El gener de 2021 es va restaurar el pou del carrer de Bragança, l'únic del barri de la Clota situat en l'espai públic, entrant a formar part de l'inventari de Petits paisatges de Barcelona.
El creixement urbà de la Clota no ha estat molt intens, amb carrers sense asfaltar, sense clavegueres i sense enllumenat públic fins ben entrada la Democràcia, però els últims anys la important tasca de l'Associació de Veïns del barri ha aconseguit suplir totes aquestes mancances per convertir-lo en un lloc confortable per viure-hi, tot mantenint fins avui un aire semi-rural que constitueix una notable singularitat en la Barcelona actual. Hi coexisteixen cases baixes i masies amb horts i un petit nucli format per edificacions autoconstruïdes. Encara s'hi poden trobar alguns tallers de fusteria, de marbres, manyeria, etc.
Molts dels carrers de la Clota tenen noms vinculats a la història del territori. Així el barri conserva un tram del Camí d'Horta a Sant Genís.